# Бахубали: Начало
«Бахубали: Начало» (телугу బాహుబలి:ద బిగినింగ్, там. பாகுபலி, англ. Baahubali: The Beginning) — индийский фильм в жанре фэнтези режиссёра Раджамули, снятый одновременно в двух версиях на телугу и тамильском языке и вышедший в прокат 10 июля 2015 года. Это первая часть дилогии, продолжение которой «Бахубали: Рождение легенды» вышло на экраны в 2017 году.
В основе сюжета фильма две истории: о принце, выращенном простыми людьми и не знающем о своём происхождении, и о противостоянии двух братьев в борьбе за царский престол. Главные роли исполнили Прабхас, Таманна, Анушка Шетти и Рана Даггубати.
Фильм собрал в прокате более 6 миллиардов рупий, что почти в пять раз больше затрат на производство, и побил предыдущий рекорд кассовых сборов для фильма на телугу, установленный картиной «Путь к дому тёти». Он также занял третье место по сборам среди всех фильмов Индии.

## Сюжет
Фильм начинается с того, как Шивагами с младенцем на руках выходит к подножью водопада. Она убивает воинов, преследующих её, но оказывается не в силах перейти реку. Прежде чем её накрывает волной, она поднимает ребёнка над головой, молясь, чтобы он выжил. На его плач к реке приходят местные жители. Они спасают младенца, но тело Шивагами уносит рекой. Мальчика берёт на воспитание бездетная пара и называет Шивуду.
С детства Шивуду грезит тем, что находится на вершине водопада, и неоднократно пытается туда добраться, но безуспешно, пока однажды вместе с потоком воды к его ногам не выносит чью-то маску. Поняв по отпечатку на песке, что она должна принадлежать прекрасной девушке, и, окрылённый этой мыслью, он, наконец, взбирается наверх. Здесь Шивуду встречает хозяйку маски — Авантику. Она является членом сопротивления, борющегося против жестокого короля Бхаллаладевы, и следующей, кому выпала миссия освободить королеву Девасену. Шивуду обещает ей, что сделает всё сам, и с этой целью отправляется в столицу царства Махишмати.
Прибыв в город, он помогает рабочим поднять золотую статую царя, и один из них узнаёт в нём короля Бахубали. Люди начинают скандировать это имя, что приводит в ярость Бхаллаладеву. Той же ночью Шивуду похищает Девасену, а за ним в погоню отправляются сын царя Бхадра и верный раб царя Каттаппа. Им удаётся остановить Шивуду, но в завязавшейся битве тот отрубает голову царевичу. Бросившийся же в атаку Каттаппа останавливается, когда видит сходство Шивуду с Бахубали. К этому времени к месту битвы прибывают борцы сопротивления и люди, живущие у подножья водопада, отправившиеся на поиски Шивуду. Каттаппа вынужден объяснить Шивуду и его названным родителям, кто такой Бахубали.
Некогда в смутное время умер король Викрамадева, а вслед за ним во время родов скончалась и королева, дав жизнь принцу Бахубали. Старшему брату погибшего короля Бидджаладеве было отказано от трона из-за его дурного нрава или, как он считал, из-за его физического недостатка (высохшей левой руки). Бремя правления взяла на себя его жена Шивагами, пообещав передать трон своему сыну Бхаллаладеве или Бахубали, смотря кто из них будет более достоин.
Оба принца росли и учились вместе, но Бахубали вырос великодушным и гуманным, а Бхаллаладева — жестоким и честолюбивым. Когда на их царство напало войско Каллакеи, Шивагами пообещала отдать власть тому, кто убьёт его главнокомандующего. Бидджаладева устроил так, что большая часть вооружения перешла в войско Бхаллаладевы, но Бахубали использовал смекалку, чтобы наносить урон врагу даже с ограниченными ресурсами. Когда Калакейя выставил заслон из мирных жителей, Бхаллаладева прорвался сквозь него, невзирая на потери, а Бахубали смог обойтись без жертв. В суматохе боя Бахубали первым добрался до командующего и вступил с ним в схватку, но решающий удар нанёс подоспевший Бхаллаладева. Однако Шивагами назначила своему сыну только командование войсками, а трон отдала Бахубали, так как он больше подходил на место правителя.
Когда Шивуду спрашивает у Каттаппы, что потом стало с Бахубали, тот признаётся, что собственноручно убил его.

## В ролях
- Прабхас — Махендра Бахубали (Шивуду) / Амарендра Бахубали
- Таманна — Авантика
- Рана Даггубати — Бхаллаладева
- Анушка Шетти — королева Девасена
- Сатьярадж — Каттаппа, телохранитель королевской семьи
- Нассер[англ.] — Бидджаладева
- Рамья Кришнан[англ.] — королева Шивагами
- Адиви Сеш[англ.] — Бхадра, сын Бхаллы Девы
- Рохини[англ.] — Санга, приёмная мать Шивуду
- Таникелла Бхарани[англ.] — священник
- Судип — Аслам Хан (камео)
- Нора Фатехи[англ.]* — танцовщица в песне «Manohari»
- Скарлет Меллиш Вилсон[англ.] — танцовщица в песне «Manohari»
- Снеха Упадхьяй — танцовщица в песне «Manohari»

## Производство
В феврале 2011 года режиссёр С. С. Раджамули объявил, что Прабхас сыграет в его следующем фильме.
В январе 2013 года он анонсировал рабочее название фильма: «Бахубали». Помимо Прабхаса в фильме была задействована Анушка Шетти, для которой он стал вторым опытом работы с режиссёром и третьим в паре с Прабхасом. На роль антагониста согласился Рана Даггубати, параллельно снимавшийся в фильме Rudhramadevi. Чтобы лучше вжиться в роль, он решил натренировать тело и стал изучать боевые искусства под руководством вьетнамского тренера Туана. В декабре того же года к актёрскому ансамблю присоединилась Таманна. Рамия Кришнан и Нассер были выбраны на роли второго плана. Каннадаязычный актёр Судип согласился на небольшую, но важную роль. Сцену с его участием сняли за четыре дня в июле 2013 года.
Съёмки начались в июле 2013 года в Каменном саду Карнула. Сцены с водопадом снимали на Атирапалли в штате Керала. Декорации королевства Махишмати были собраны в студии Ramoji Film City, а снежные сцены снимали в Болгарии.
Музыкальный номер на песню «Pacha Bottasi» снимали в конце июля 2014 года. Основные съёмки закончили в конце 2014 года в Ramoji Film City. Музыкальный номер на песню «Manohari» был доснят в марте 2015 года.
Использованный в фильме искусственный язык килики, на котором говорит племя Калакея, был создан поэтом Мадханом Карки.

## Саундтрек
Альбом с саундтреком к фильму был выпущен 13 июня 2015 года.
Вся музыка написана М. М. Киравани.
| №                   | Название                     | Текст песни         | Исполнители               | Длительность |
| ------------------- | ---------------------------- | ------------------- | ------------------------- | ------------ |
| 1.                  | «Pacha Bottasi»              | Ананта Шрирам       | Картик , Дамини           | 4:33         |
| 2.                  | «Jeeva Nadhi»                | Инаганти Сундар     | Гита Мадхури              | 1:55         |
| 3.                  | «Dheevara»                   | Рамаджогайя Шастри  | Рамия Бехара, Дипу        | 5:43         |
| 4.                  | «Mamatala Talli»             | К Шива Шакти Датта  | Сатья Ямини и хор         | 4:04         |
| 5.                  | «Nippulaa Swasa Ga»          | Инаганти Сундар     | М. М. Киравани            | 3:26         |
| 6.                  | «Manohari»                   | Чайтанья Прасад     | Мохана Бхогараджу, Ревант | 3:52         |
| 7.                  | «Sivuni Aana»                | Инаганти Сундар     | М. М. Киравани, Мунима    | 3:32         |
| 8.                  | «Dheevara» (English Version) | Адитья, Неол Шон    | Рамия Бехара, Адитья      | 3:26         |
| Общая длительность: | Общая длительность:          | Общая длительность: | Общая длительность:       | 27:08        |

Все тексты написаны Мадханом Карки.
| №                   | Название              | Текст песни         | Исполнители                         | Длительность |
| ------------------- | --------------------- | ------------------- | ----------------------------------- | ------------ |
| 1.                  | «Pachchai Thee»       |                     | Картик, Дамини                      | 4:33         |
| 2.                  | «Jeeva Nadhi»         |                     | Гита Мадхури                        | 1:55         |
| 3.                  | «Dheerane»            |                     | Рамия Бехара, Дипу                  | 5:43         |
| 4.                  | «Irul Konda Vaanil»   |                     | Дипика                              | 4:04         |
| 5.                  | «Moochile Theeyumaay» |                     | Кайлаш Кхер                         | 3:26         |
| 6.                  | «Manogari»            |                     | Мохана Бхогараджу, Харичаран        | 3:52         |
| 7.                  | «Siva Sivaya Potri»   |                     | М. М. Киравани, Вайком Виджаялакшми | 3:32         |
| 8.                  | «Dheerane»            | English Version     | Рамия Бехара, Адитья                | 3:26         |
| Общая длительность: | Общая длительность:   | Общая длительность: | Общая длительность:                 | 27:08        |

Все тексты написаны Маноджем Мунташиром.
| №                   | Название            | Исполнители                 | Длительность |
| ------------------- | ------------------- | --------------------------- | ------------ |
| 1.                  | «Mamta Se Bhari»    | Бомбей Джаяшри              | 3:49         |
| 2.                  | «Jal Rahin Hain»    | Кайлаш Кхер                 | 3:20         |
| 3.                  | «Swapn Sunehere»    | Бомбей Джаяшри, Швета Радж  | 1:40         |
| 4.                  | «Khoya Hain»        | Кала Бхайрава, Нити Мохан   | 5:31         |
| 5.                  | «Kaun Hain Vo»      | Кайлаш Кхер, Мунима         | 3:17         |
| 6.                  | «Panchhi Bole»      | М. М. Киравани, Палак Мучал | 4:19         |
| 7.                  | «Manohari»          | Дивья Кумар, Нити Мохан     | 3:36         |
| Общая длительность: | Общая длительность: | Общая длительность:         | 25:37        |

## Критика
| Рейтинги          | Рейтинги                                                                           |
| Издание           | Оценка                                                                             |
| ----------------- | ---------------------------------------------------------------------------------- |
| The Guardian      | 4 из 5 звёзд · 4 из 5 звёзд · 4 из 5 звёзд · 4 из 5 звёзд · 4 из 5 звёзд           |
| rajeevmasand.com  | 4 из 5 звёзд · 4 из 5 звёзд · 4 из 5 звёзд · 4 из 5 звёзд · 4 из 5 звёзд           |
| Bollywood Hungama | 3,5 из 5 звёзд · 3,5 из 5 звёзд · 3,5 из 5 звёзд · 3,5 из 5 звёзд · 3,5 из 5 звёзд |

Майк МакКэхилл из The Guardian отметил, что «на всём протяжении Раджамули поражает почти идеальным балансом между материальностью и поэтикой», и заключил, что фильм относится к тому типу, которые всегда интересны и часто захватывают дух.
Лиз Церинг из The Hollywood Reporter написала, что хотя история такого типа много рассказывалась и раньше, но в уверенных руках опытного южно-индийского режиссёра Раджамули, сказка получила новую жизнь.
Шилпа Джамкхардинкар в отзыве на сайте агентства Рейтер назвала самым большим достижением фильма — то, что он сочетает «пышность в Голливудском масштабе и индийскую сказку о добре и зле в своей основе», добавив, что режиссёр явно был вдохновлён Ридли Скоттом и фильмом «Гладиатор».
Сайт Bollywood Hungama добавил, что режиссёр «изложил безусловный шедевр; несмотря на то, что Бахубали выглядит как полностью индийский фильм с его корнями глубоко произрастающими из мифологии, и всё же он достаточно прогрессивный, чтобы воздерживаться от векового клише показывать добро более сильным, чем зло».
Кинокритик Раджив Масанд назвал изюминкой фильма — то, как Раджамули искусно трактует простой, но надёжный сценарий; его способность создавать воодушевляющие моменты на скорую руку, и его мастерство в добывании эмоций даже из банальных сценариев.

## Награды и номинации
| Награды                        | Награды                              | Награды                            | Награды   | Награды       |
| Награда                        | Категория                            | Номинант                           | Результат | Ссылка        |
| ------------------------------ | ------------------------------------ | ---------------------------------- | --------- | ------------- |
| Национальная кинопремия        | Лучший художественный фильм          | Шобу Ярлагадда, Arka Media Works   | Победа    | [ 20 ]        |
| Национальная кинопремия        | Лучшие спецэффекты                   | В. Шринивас Мохан                  | Победа    | [ 20 ]        |
| Filmfare Awards South (Телугу) | Лучший фильм                         |                                    | Победа    | [ 21 ]        |
| Filmfare Awards South (Телугу) | Лучшая режиссура                     | С. С. Раджамули                    | Победа    | [ 21 ]        |
| Filmfare Awards South (Телугу) | Лучшая женская роль второго плана    | Рамия Кришна                       | Победа    | [ 21 ]        |
| Filmfare Awards South (Телугу) | Лучший женский закадровый вокал      | Гита Мадхури («Jeevanadhi»)        | Победа    | [ 21 ]        |
| Filmfare Awards South (Телугу) | Лучшая операторская работа           | К. К. Сентил Кумар                 | Победа    | [ 21 ]        |
| SIIMA Awards (Тамили)          | Лучший фильм                         |                                    | Победа    | [ 22 ]        |
| SIIMA Awards (Тамили)          | Лучшая режиссура                     | С. С. Раджамули                    | Победа    | [ 22 ]        |
| SIIMA Awards (Тамили)          | Лучшая женская роль второго плана    | Рамия Кришна                       | Победа    | [ 22 ]        |
| SIIMA Awards (Тамили)          | Лучшее исполнение отрицательной роли | Рана Даггубати                     | Победа    | [ 22 ]        |
| SIIMA Awards (Тамили)          | Лучший женский закадровый вокал      | Сатья Ямини («Mamatala Talli»)     | Победа    | [ 22 ]        |
| SIIMA Awards (Тамили)          | Лучшая операторская работа           | К. К. Сентил Кумар                 | Победа    | [ 22 ]        |
| SIIMA Awards (Тамили)          | Лучшая постановка боёв               | Питер Хейн                         | Победа    | [ 22 ]        |
| «Сатурн» (США)                 | Лучший фильм-фэнтези                 |                                    | Номинация | [ 23 ]        |
| «Сатурн» (США)                 | Лучшая актриса второго плана         | Таманна                            | Номинация | [ 23 ]        |
| «Сатурн» (США)                 | Лучшая музыка к фильму               | М. М. Киравани                     | Номинация | [ 23 ]        |
| «Сатурн» (США)                 | Лучшие костюмы                       | Рама Раджамули, Прашанти Типирнени | Номинация | [ 23 ]        |
| «Сатурн» (США)                 | Лучшая работа художника-постановщика | Сабу Сирил                         | Номинация | [ 23 ]        |
| Nandi Awards                   | Лучший фильм                         |                                    | Победа    | [ 24 ] [ 25 ] |
| Nandi Awards                   | Лучшая режиссура                     | С. С. Раджамули                    | Победа    | [ 24 ] [ 25 ] |
| Nandi Awards                   | Лучшая женская роль второго плана    | Рамия Кришна                       | Победа    | [ 24 ] [ 25 ] |
| Nandi Awards                   | Лучшее исполнение отрицательной роли | Рана Даггубати                     | Победа    | [ 24 ] [ 25 ] |
| Nandi Awards                   | Лучшая музыка                        | М. М. Киравани                     | Победа    | [ 24 ] [ 25 ] |
| Nandi Awards                   | Лучший мужской закадровый вокал      | М. М. Киравани                     | Победа    | [ 24 ] [ 25 ] |
| Nandi Awards                   | Лучшая операторская работа           | К. К. Сентил Кумар                 | Победа    | [ 24 ] [ 25 ] |
| Nandi Awards                   | Лучшая работа художника-постановщика | Сабу Сирил                         | Победа    | [ 24 ] [ 25 ] |
| Nandi Awards                   | Лучшая хореография                   | Прем Ракшит                        | Победа    | [ 24 ] [ 25 ] |
| Nandi Awards                   | Лучшая работа звукорежиссёра         | П. М. Сатиш                        | Победа    | [ 24 ] [ 25 ] |
| Nandi Awards                   | Лучший дизайн костюмов               | Рама Раджамули и Прашанти          | Победа    | [ 24 ] [ 25 ] |
| Nandi Awards                   | Лучшая постанова боёв                | Питер Хейнс                        | Победа    | [ 24 ] [ 25 ] |
| Nandi Awards                   | Best VFS                             |                                    | Победа    | [ 24 ] [ 25 ] |